# Balkanabat
Balkanabat je město na západě Turkmenistánu, které je správním centrem Balkanského vilájetu. Má přibližně 139 tisíc obyvatel a je pátým největším městem v zemi. Nachází se na jižním úpatí pohoří Uly Balkan a obývají ho převážně Jomutové.
Město je střediskem těžby ropy a zemního plynu. Díky nerostnému bohatství vznikla v roce 1933 na Transkaspické železnici osada, která dostala název Něftědag z ruského нефть (ropa) a turkmenského dag (hora). V roce 1946 byla povýšena na město a název byl upraven na turkmenské Nebit-Dag. V roce 2001 bylo město přejmenováno na Balkanabat – podle pohoří Uly Balkan a slova abat (město).
Nachází se zde letiště spojující město s Ašchabadem, množství tržišť a parků, chrám Narození Panny Marie i velký pomník dobyvatelům pouště. 
V Balkanabatu sídlí fotbalový klub Nebitçi Futbol Topary, čtyřnásobný mistr Turkmenistánu.
V blízkosti města byl natáčen film Bílé slunce pouště.